# 凱爾·拉弗蒂
凱爾·拉弗蒂（英語：Kyle Lafferty，1987年2月16日—）是北愛爾蘭的一位足球運動員，在場上司職前鋒。現在效力於蘇格蘭足球超級聯賽球隊基爾馬諾克，曾效力於哈茨。他的職業生涯開始於伯恩利足球俱樂部。他也是北愛爾蘭足球代表隊的隊員。

## 榮譽

### 俱樂部
巴勒莫
- 意大利足球乙级联赛冠軍：2013-14賽季

## 外部連結
- Soccerway資料庫：凱爾·拉弗蒂
- 足球数据库：Kyle Lafferty的球员统计数据
- Kyle Lafferty profile Irish FA
- NIFG profile（页面存档备份，存于）